# 梅雨明け宣言
『梅雨明け宣言』（つゆあけせんげん）は、C&Kのメジャーデビューシングル。発売元はユニバーサルミュージック。

## 解説
- メジャーデビューシングル。
- 「梅雨明け宣言」のPVには、「ヤン坊マー坊天気予報」のキャラクター、ヤン坊とマー坊、気象予報士の元井美貴が出演している。
- 初回盤には、オフショット映像を収録したDVDを付属。

## 収録曲

### CD
1. 梅雨明け宣言(動画)
2. SUNSHINE
3. 赤とんぼ
4. 梅雨明け宣言 (Instrumental)

### DVD
1. 密着CK24時